# Kościół św. Anny w Solnikach
Kościół pw. św. Anny w Solnikach – kościół filialny parafii pw. Matki Bożej Gromnicznej w Kożuchowie, dekanat Kożuchów, diecezja zielonogórsko-gorzowska.

## Historia
Kościół należy do najstarszych w regionie. Pierwsza wzmianka o kościele parafialnym pochodzi z 1200 roku. Romańską budowlę z kamienia wzniesiono na górującym nad okolicą wzgórzu. Kościół jest orientowany. W XV wieku został przebudowany w stylu gotyckim, do elewacji północnej została dobudowana kaplica, od zachodu dostawiono masywną wieżę w kształcie graniastosłupa zamkniętego namiotowym dachem. Następna przebudowa nastąpiła w XVI wieku, w nawie oraz prezbiterium wykonano sklepienia sieciowe. Wtedy też otoczono kościół kamiennym murem, w który w XVIII w. wstawiono bramkę. Kruchta została dobudowana do wejścia głównego w XVIII w. W ściany wewnętrzne, jak i w elewacje, wmurowane są płyty nagrobne z XVI i XVII wieku. Wyposażenie wnętrza pochodzi z okresu renesansu i baroku (ołtarz i ambona). Organy są neogotyckie. W roku 1917 jeden z trzech dzwonów został zarekwirowany na potrzeby wojenne.

## Galeria

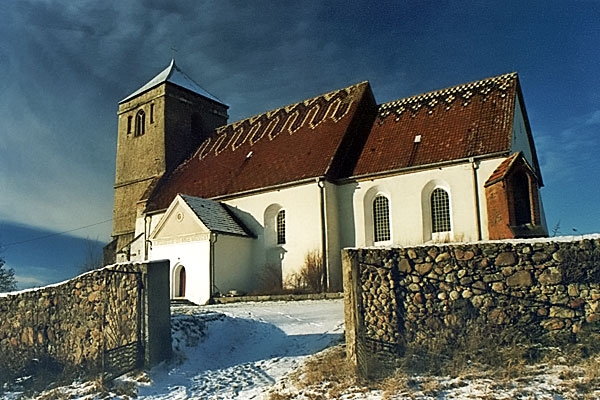
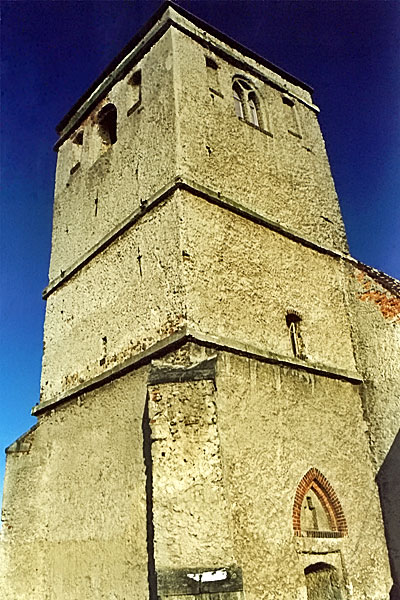
Wieża kościelna
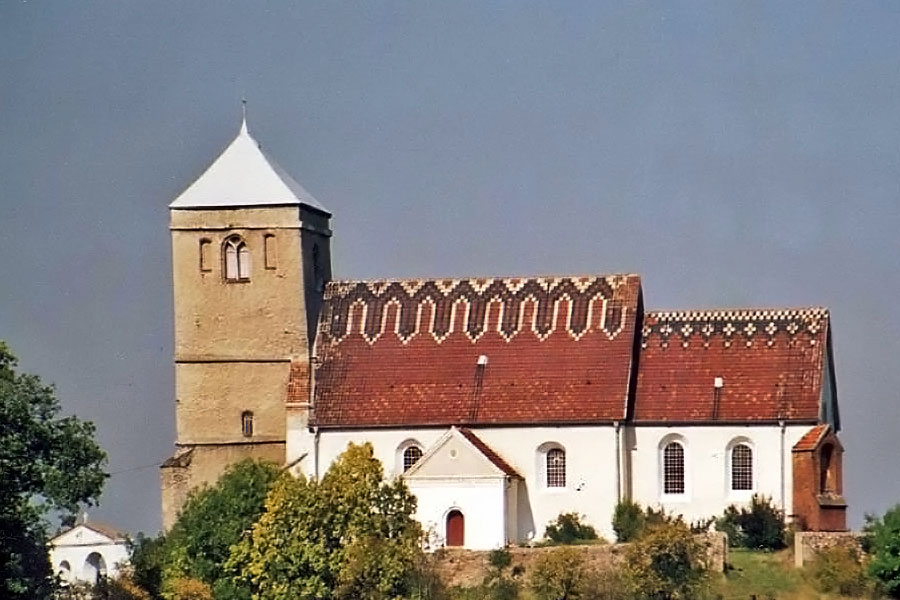
Kościół od strony południowej
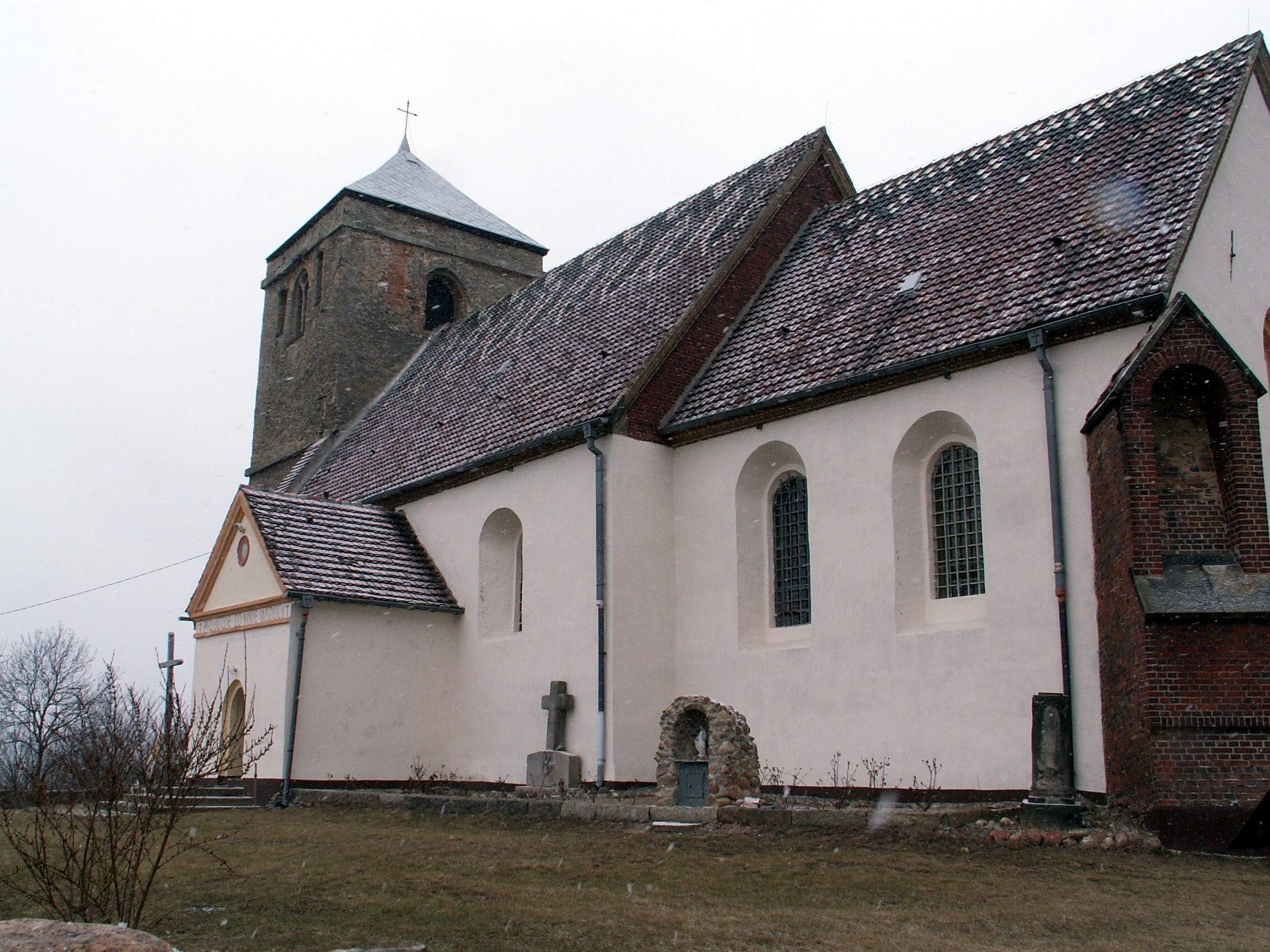